# Aerangis distincta
Aerangis distincta är en orkidéart som beskrevs av Joyce Stewart och Isobyl Florence la Croix. 
Aerangis distincta ingår i släktet Aerangis och familjen orkidéer. Artens utbredningsområde är Malawi. Inga underarter finns listade i Catalogue of Life.